# Templo de A-Má
El templo de A-Má existía ya antes del nacimiento de la propia ciudad de Macao. Está situado a la entrada de Puerto Interior (en el extremo sur de la península de Macao), en el centro de la pendiente oeste de la Colina da Barra. Se cree que el templo fue construido por pescadores chinos residentes en Macao en el siglo XV, para honrar y adorar a la diosa A-Má (diosa del Cielo), también llamada Tin Hau, Mazu o Matsu. Esta deidad taoísta es muy venerada en todo el sur de China y en varias partes de Asia Oriental; y es considerada como la protectora de los pescadores y marineros. Se cree que los portugueses desembarcaron en Macao, posiblemente en el año 1554 o 1557, específicamente en la entrada del Puerto Interior, también llamada por los pescadores chinos "Bahía de A-Má". Según las leyendas del siglo XVI, el nombre de la ciudad deriva precisamente de la palabra cantonesa "A-Má-Gau", que significa literalmente Bahía de A-Má.
El templo de A-Má está incluido en la lista de monumentos históricos del "Centro histórico de Macao", a su vez incluido en la lista del Patrimonio de la Humanidad de la Unesco. Se puede considerar que este templo es el último símbolo de la cultura china en Macao.
Está formada por el Pabellón del Pórtico, el Arco Conmemorativo, el Salón de la Oración, el Pabellón de la Benevolencia, o Pabellón de Guanyin y el Pabellón Budista Zhengjiao Chanlin, cada uno dispuesto en armonía con el entorno natural y contribuyendo a la belleza del conjunto.
Cada pabellón está dedicado a la adoración de una deidad china, algo que hace que el templo sea un ejemplo único de las diversas influencias de la cultura china, a través del taoísmo, confucianismo, budismo y de las diversas creencias populares. Los pabellones datan de diferentes épocas, siendo la configuración actual datada en 1828.
El Pabellón de las Oraciones, también conocido como "el Primer Palacio de la Montaña Santa", fue construido en granito en el año 1605 y restaurado en el año 1828, según lo indica una placa de madera situada en la entrada. Este pabellón, con tejado de color verde, aleros con puntas levantadas y ventanas con barrotes, está dedicado a la diosa de los navegantes, Tian Hou.
El Salón de la Benevolencia de techo verde similar a la del Salón de la Oración, con fecha de 1488, se cree que pertenece a la estructura original del templo. Durante su construcción, además de utilizar el granito utilizó también ladrillo. Se trata de un pabellón más pequeño, aprovechando la pendiente natural de la Colina da Barra.
Un poco más arriba, en la misma colina, está el Pabellón de Guanyin construido en ladrillo. La fecha de construcción de este pabellón se desconoce, pero se sabe la fecha de su restauración, que fue en el año 1828, como se indica en una placa de madera cerca de su entrada.
El Pabellón Budista fue también restaurado en el año 1828. Es más grande y más refinado en cuanto a los detalles arquitectónicos. Tiene un templo, dedicado a la diosa de los navegantes, con una estructura de cuatro pilares, así como un espacio de retiro. La fachada está decorada con una puerta en forma de luna, con esculturas de diversos colores.
El Pabellón del Pórtico fue construido en granito, de unos cuatro metros y medio de altura. Tiene decoraciones que representan animales en cerámica en los aleros del tejado de puntas elevadas y en otros lugares. Muy cerca de su puerta principal, custodiada por un par de leones de piedra, se encuentra el Arco Memorial que conduce a los creyentes al Pabellón de las Oraciones, que se encuentra en frente del Pabellón de la Benevolencia. El arco y estos tres pabellones se alinean en el mismo eje.

## Curiosidades
- En el patio, cerca de la entrada al templo, se queman petardos para saludar a los visitantes y alejar los malos espíritus.
- Los fines de semana se realizan en el lugar las danzas de los leones.
- El día 23 del tercer mes lunar (que es abril o mayo), tiene lugar un festival dedicado a A-Má.

## Galería de imágenes

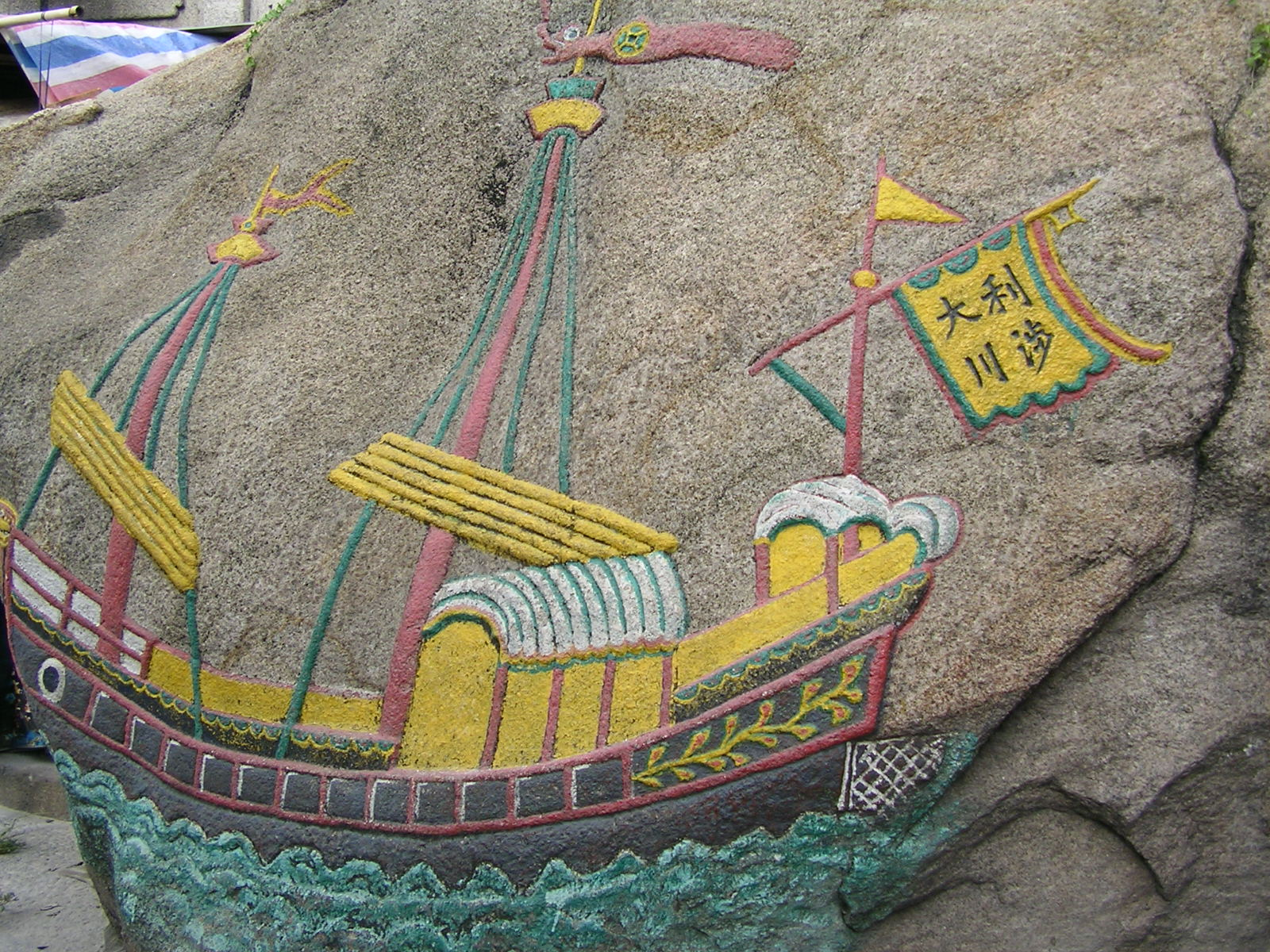
Un cuadro dibujado en una roca existente en el templo. Se cree que el barco dibujado en la roca era propiedad de un explorador europeo.
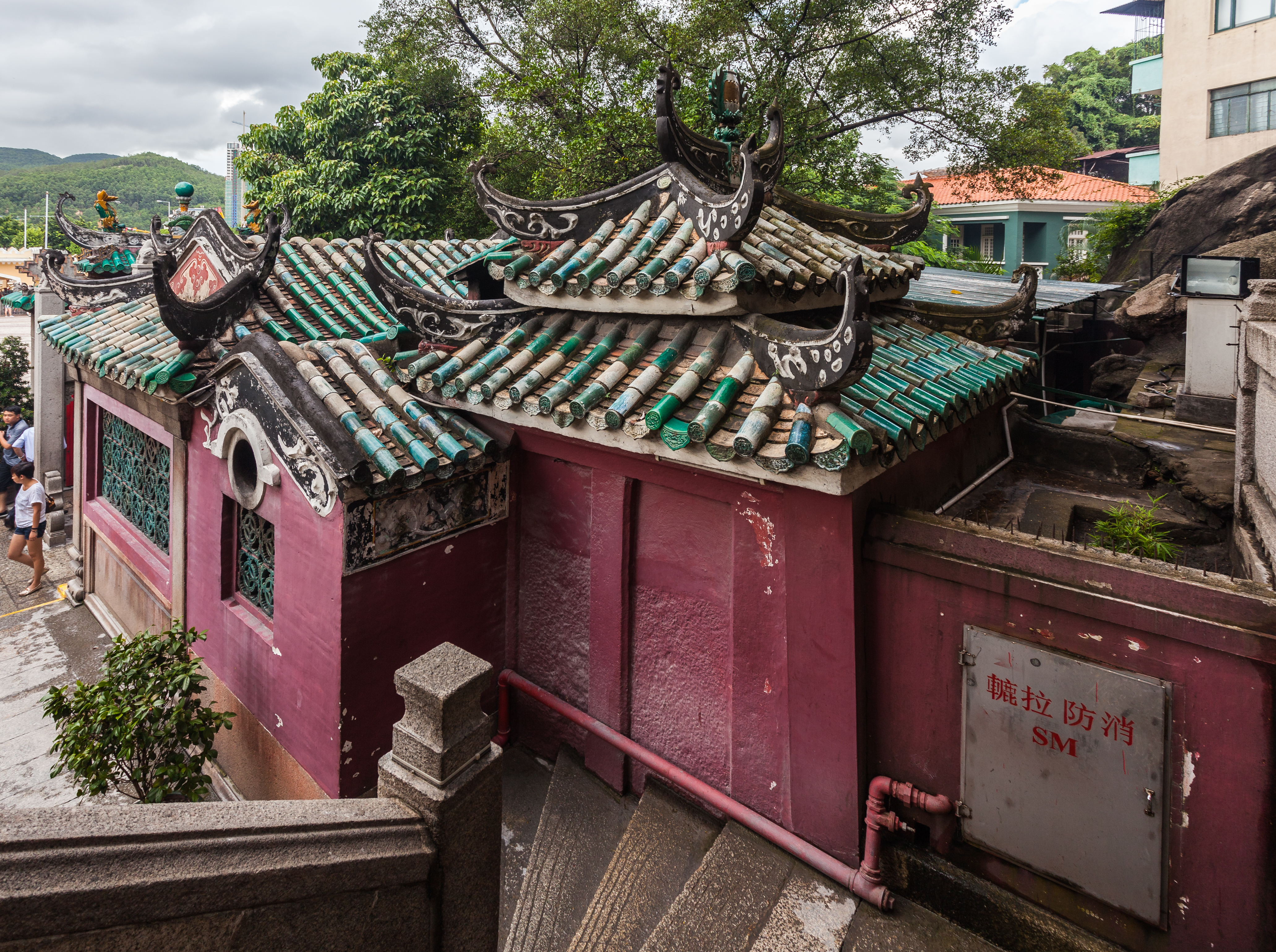
Vista desde el interior del complejo.
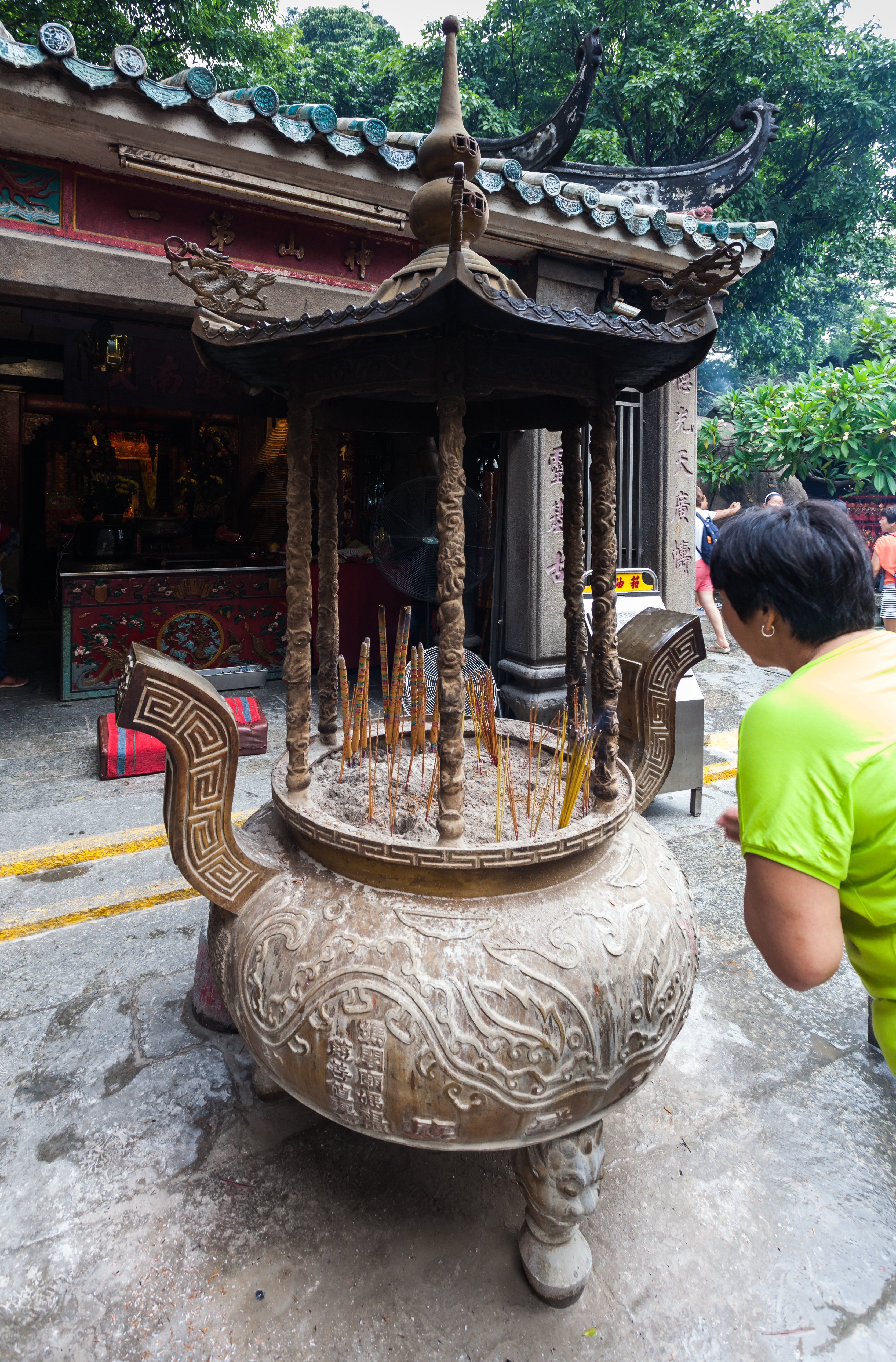
Lugar de devoción.
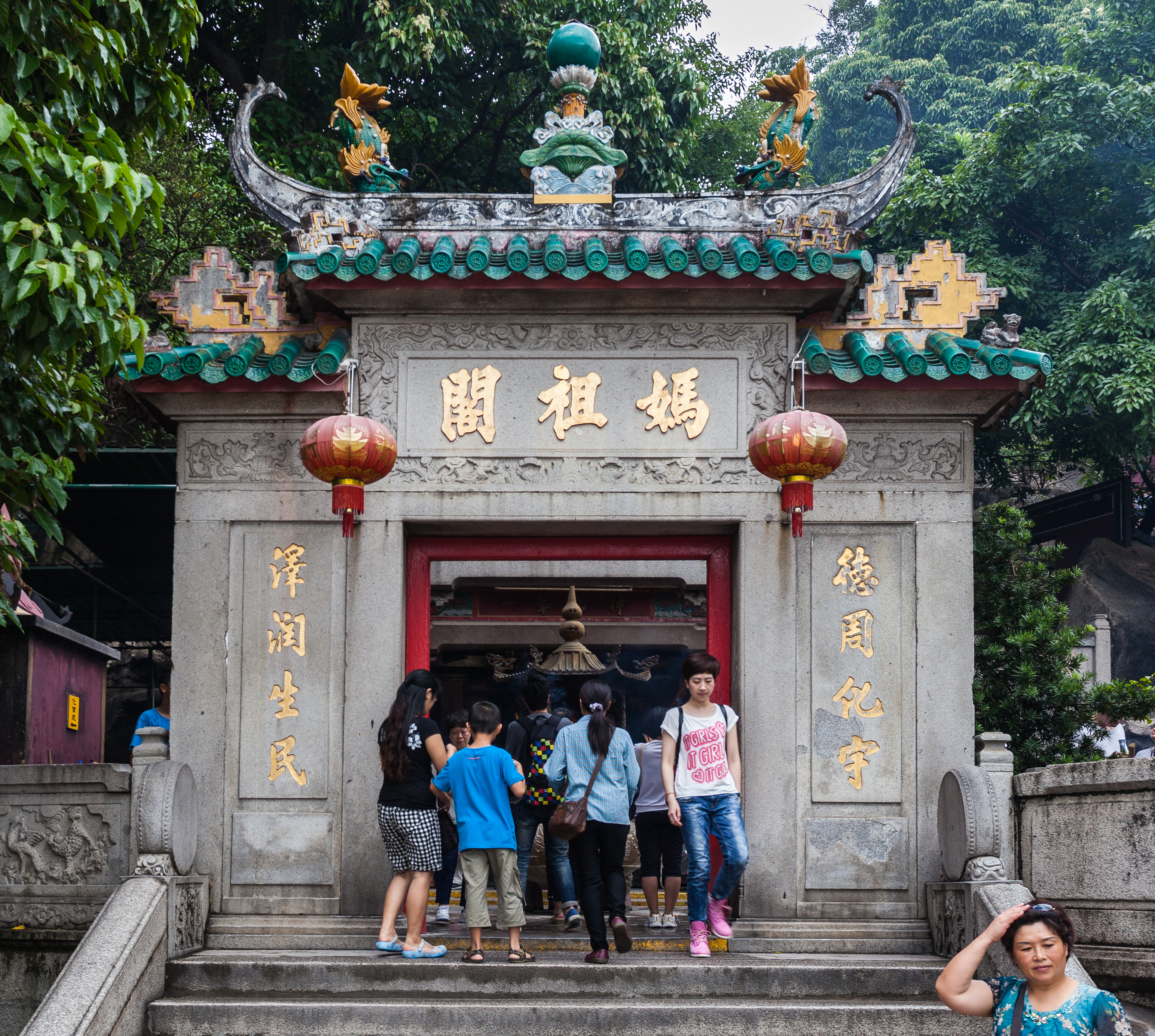
Entrada
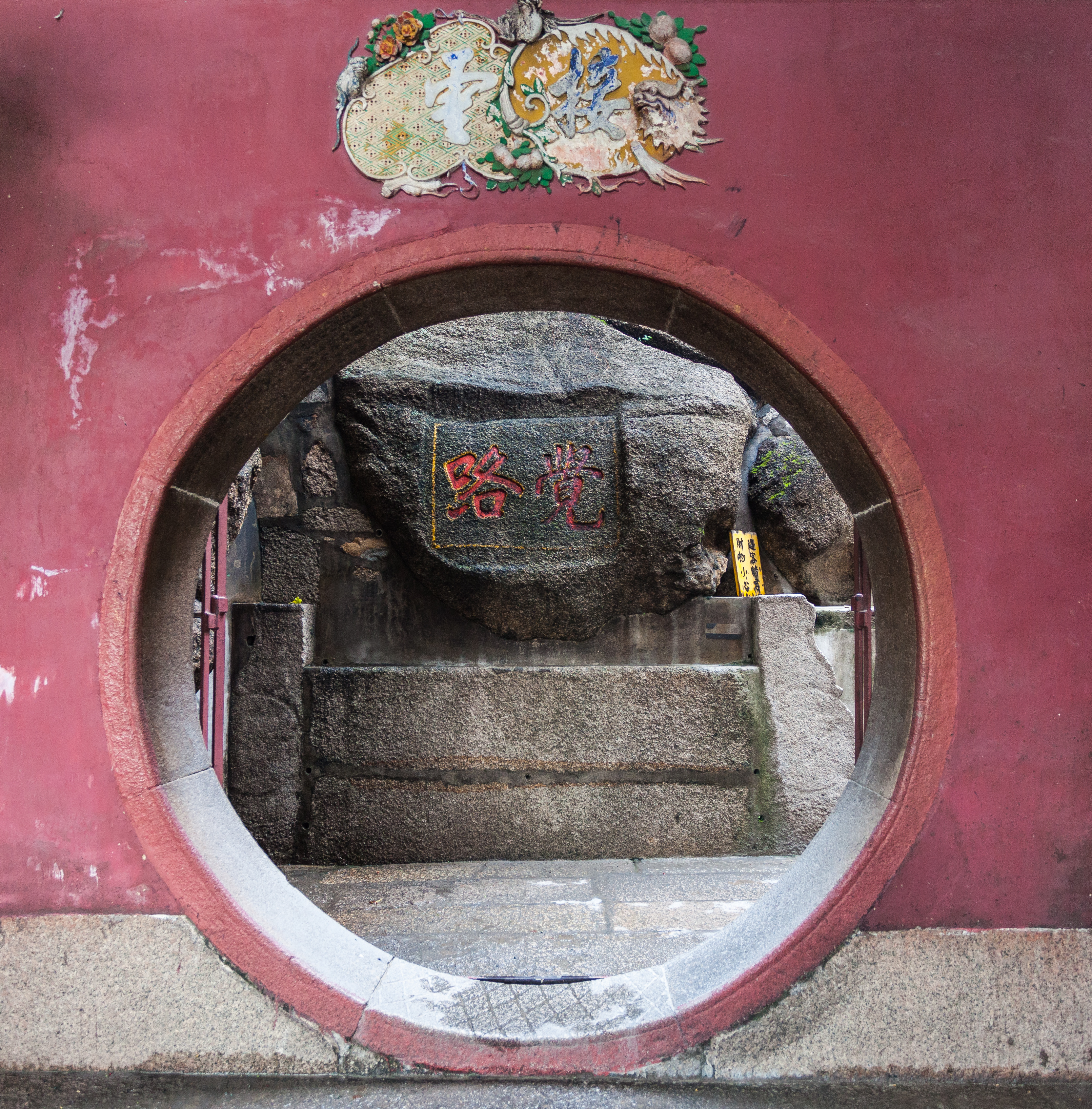
Detalle.